# Szkoła Podstawowa nr 33 im. Stanisława Ligonia w Katowicach
Szkoła Podstawowa nr 33 z Oddziałami Dwujęzycznymi im. Stanisława Ligonia w Katowicach – publiczna szkoła podstawowa w Katowicach, z siedzibą przy ulicy W. Witosa 23, na terenie osiedla W. Witosa założona w 1957 roku.

## Historia szkoły
Szkoła Podstawowa nr 33 została utworzona 1 września 1957 roku poprzez wyodrębnienie ze Szkoły Podstawowej nr 25 mieszczącej się przy ulicy F. Bocheńskiego. W pierwszym roku działalności naukę rozpoczęło 419 uczniów w 11 oddziałach. W 1968 roku szkole nadano imię Gwardii Ludowej. W latach 70. XX wieku powołano Społeczny Komitet Rozbudowy Szkoły, któremu patronował Dyrektor KWK „Kleofas” Tadeusz Broda. W 1974 roku opracowano pierwszy Kodeks Ucznia, zawierający kryteria oceny z zachowania oraz sposób wyróżniania najlepszych uczniów.
Od 1986 roku szkoła funkcjonuje w nowym gmachu przy ulicy W. Witosa. W 1995 roku szkoła otrzymała imię Stanisława Ligonia, pisarza, malarza, działacza społecznego i kulturalnego. W 1996 roku przy placówce powstał basen pływacki, co wpłynęło na rozwój infrastruktury sportowej.

## Oddziały dwujęzyczne i sportowe
W Szkole Podstawowej nr 33 z Oddziałami Dwujęzycznymi im. Stanisława Ligonia w Katowicach prowadzone jest nauczanie w oddziałach dwujęzycznych oraz sportowych, które mają na celu rozwijanie kompetencji językowych i fizycznych uczniów. Program nauczania w klasach językowych obejmuje intensywną naukę języka obcego oraz nauczanie niektórych przedmiotów w tym języku.

## Znani absolwenci
- Arkadiusz Milik – piłkarz[5].